# Egon Voss
Pour les articles homonymes, voir Voss (homonymie).
Egon Voss (né le 7 novembre 1938 à Magdebourg) est un musicologue allemand, spécialiste de Richard Wagner.

## Biographie
Il étudie la musicologie et l'allemand dans les universités de Detmold, Kiel, Münster et Sarrebruck. Il obtient un doctorat en 1968. Par la suite, il travaille à établir les œuvres complètes de Wagner, le Wagner-Gesamtausgabe.
Outre Richard Wagner, il étudie aussi les œuvres et les vies de Bach et de Schumann et contribue aussi à l'histoire du théâtre musical.

## Œuvre
Livres
- Richard Wagner – Dokumentarbiographie, München: Goldmann 1982
- Wagner und kein Ende. Studien und Betrachtungen, Zürich: Atlantis 1996

Articles
- Zu Beethovens Klaviersonate As-dur op. 110, in: Die Musikforschung, Bd. 23 (1970), S. 256–267
- Beethovens „Eroica“ und die Gattung der Sinfonie, in: Bericht über den Internationalen Musikwissenschaftlichen Kongress (1971), S. 600–603
- Zur Frage der Wiederholung von Scherzo und Trio in Beethovens fünfter Sinfonie, in: Die Musikforschung, Bd. 33 (1980), S. 195–199
- Ein unbekannter Komponist? Zur neuen Richard-Wagner-Gesamtausgabe, in: NZ Neue Zeitschrift für Musik, Band 144 (1983), S. 34f.
- Ergebnisse und Aufgaben der Wagnerforschung, in: Bericht über den Internationalen Musikwissenschaftlichen Kongress Bayreuth 1981 (1984), S. 437–439
- „Überall die andaurende Trommete von Händels Ruhm“. Eine Betrachtung über den Erfolg des „Messias“, in: NZ Neue Zeitschrift für Musik, Band 146 (1985), S. 5–9
- Ein Emigrant im eigenen Land. Karl Amadeus Hartmann zum achtzigsten Geburtstag, in: NZ, Bd. 146 (1985), 7/8, S. 64–65
- Auch eine Unvollendete. Richard Wagners wiederaufgefundenes Sinfonie-Fragment in E-Dur WWV 35, in: NZ, Bd. 149 (1988), 11, S. 14–18
- Wagner und Bruckner. Ihre persönliche Beziehung anhand der überlieferten Zeugnisse, in: Anton Bruckner. Studien zu Werk und Wirkung. Walter Wiora zum 30. Dezember 1986, hrsg. von Christoph-Hellmut Mahling, Tutzing 1988, S. 230
- Schwierigkeiten im Umgang mit dem Ballett „Die Geschöpfe des Prometheus“ von Salvatore Viganò und Ludwig van Beethoven, in: Archiv für Musikwissenschaft, Jg. 53 (1996), S. 21–40
- Wagner-Zitate in Bruckners Dritter Sinfonie? Ein Beitrag zum Begriff des Zitats in der Musik, in: Die Musikforschung, Jg. 49 (1996), S. 403–406
- Die „schwarze und die weiße Flagge“. Zur Entstehung von Wagners „Tristan“, in: Archiv für Musikwissenschaft, Jg. 54 (1997), S. 210–227
- Einflüsse Rossinis und Bellinis auf das Werk Wagners, in: Richard Wagner und seine „Lehrmeister“. Bericht der Tagung am Musikwissenschaftlichen Institut der Johannes-Gutenberg-Universität Mainz, 6./7. Juni 1997. Egon Voss zum 60. Geburtstag, hrsg. von Christoph-Hellmut Mahling und Kristina Pfarr, Mainz 1999, S. 95–118
- Krise der Symphonie um 1850: ja oder nein? Was spricht gegen die These von Carl Dahlhaus und was dafür?, in: Aspekte historischer und systematischer Musikforschung (2002), S. 9–18
- Versagt die Musikwissenschaft vor der Musik Richard Wagners?, in: Der „Komponist“ Richard Wagner im Blick der aktuellen Musikwissenschaft. Symposion Würzburg 2000, hrsg. von Ulrich Konrad und Egon Voss, Wiesbaden 2003, S. 15–24
- Sprechen über Musik – Richard Wagner, in: Musik und Verstehen (2004), S. 123–131
- „Oper im Kirchengewande.“ Zur Rezeption von Verdis „Requiem“ im deutschen Sprachraum, in: Das Bild der italienischen Oper in Deutschland (2004), S. 191–199
- Prima e seconda prattica? Beethovens Musik für Bläser und ihre Position im Gesamtwerk, in: Die Musikforschung, Jg. 58 (2005), S. 353–360
- Zwischen Partitur und Aufführungsmaterial oder: Opernedition und Werkbegriff (Wagner), in: Opernedition (2005), S. 123–131
- Die klassische Symphonie. Haydns Londoner Symphonien im Überblick, in: Haydns Londoner Symphonien (2007), S. 23–38
- Sozialismus und „freie Entwicklung der Kunst“. Karl Amadeus Hartmann und seine Oper „Simplicius Simplicissimus“, in: Musik-Konzepte, Bd. 147 (2010), S. 82–97